# Alì Rashid
Alì Rashid (Amman, 5 aprile 1953 – Orvieto, 14 maggio 2025) è stato un politico, giornalista e attivista palestinese naturalizzato italiano.

## Biografia
Alì Rashid nacque in Giordania nel 1953 da genitori palestinesi originari di Gerusalemme. Le autorità giordane obbligarono la sua famiglia a cambiare cognome da Rashid a Khalil.
Laureato in Scienze politiche, fu segretario nazionale dell'Unione Generale degli Studenti Palestinesi (GUPS). Fece parte dell'Unione generale degli scrittori e giornalisti palestinesi e dal 1987, fu Primo Segretario della Delegazione generale palestinese in Italia.
Militò dapprima nel Movimento Studentesco e poi in Democrazia Proletaria.
Fu a lungo impegnato in una lotta a cavallo tra l'Europa e il Medio Oriente per la cessazione del conflitto armato nella questione palestinese e per la conclusione della controversia nel rispetto dei diritti dell'uomo e delle risoluzioni dell'ONU.
Alle elezioni politiche del 2006 si candidò alla Camera nella circoscrizione XIII (Umbria) con Rifondazione Comunista e fu eletto deputato. A Montecitorio fece parte della Commissione affari esteri e comunitari. Candidato anche nel 2008 nelle liste della Sinistra Arcobaleno, non fu rieletto.
Alle elezioni europee del 2024 si candidò con Pace Terra Dignità, lista pacifista promossa da Michele Santoro, Rifondazione Comunista e altre forze di sinistra, senza risultare eletto.
Rashid è morto improvvisamente il 14 maggio 2025 a 72 anni, in seguito a un infarto.